# ロコモティフ・ヤロスラヴリ
ロコモティフ・ヤロスラヴリ（露: Локомотив Яросла́вль）はロシア・ヤロスラヴリを本拠地とするアイスホッケークラブチーム。KHLのウエスタンコンファレンスに所属する強豪クラブである。　1997年、2002年および2003年にロシアスーパーリーグで優勝した。

## 特徴
「ロコモティフ」はロシア語で機関車を表し、メインスポンサーであるロシア鉄道に由来する。 ロゴマークは頭文字の"Л"に蒸気機関車、そしてアイスホッケーのパックをあしらったもの。選手は親しみをこめてファンから「ロコ」、あるいは鉄道員を意味するジェレズノダロージニキと呼ばれる。チームのマスコットはクマであり、由来は町のシンボルがクマであることから。
なお、ロコモティフにはアイスホッケー以外にサッカー(モスクワ)、バスケットボール(クラスノダール)、バレーボール(ノボシビルスク)のクラブも存在する。

## 歴史
ヤロスラヴリに最初のアイスホッケークラブが作られたのは1955年のことである。当初は地域のクラブだった。
現在のチーム名になるまで、様々な名前に改名がされてきた。
- ロコモティフ・ヤロスラヴリ（1949-1955）
- スパルタク・ヤロスラヴリ(1955-1956)
- Khimk Yaroslavl(1956-1957)
- HC YMA Yaroslavl(1959-1963)
- Trud Yaroslavl(1963-1964)
- Motor Yaroslavl(1964-1965)
- トルペード・ヤロスラヴリ(1965-2000)
- ロコモティフ・ヤロスラヴリ(2000- 現在)

- シーズン1959/60から1966/67まではソ連の3部リーグに相当するクラスBに出場。
- シーズン1967/1987まではソ連2部リーグに相当するクラスAに出場。
- シーズン1987/88から1991/92まではソ連のメジャーリーグに出場。
- シーズン1992/93から1995/96まではIHL(インターナショナル・ホッケーリーグ)に出場。
- シーズン1996/97から1998/99までロシア・ホッケーリーグに所属。
- シーズン1999/00から2007/08まではロシアスーパーリーグに所属。
- シーズン2008/2009からKHLに所属している。 [6]

## 獲得タイトル
ロシア・スーパーリーグで3度の制覇を達成している。
- ロシア選手権：1996-97, 2001-02, 2002-03

## 2011年飛行機事故
2011年9月7日、KHL開幕戦のためミンスク(ミンスク・アリーナ)に向かうため選手を含めた乗員・乗客45名を乗せた飛行機が、離陸直後に墜落、選手・スタッフら37人全員が死亡、また乗員8人中7名も亡くなった。詳細はヤロスラヴリ旅客機墜落事故参照。
亡くなった選手の中には2010年アイスホッケー世界選手権優勝メンバーのチェコ選手、2006年アイスホッケー世界選手権、トリノオリンピック優勝メンバーのスウェーデンのステファン・リヴ、2006年のスタンレー・カップ優勝メンバーを含むNHLでのプレー経験のある選手などが含まれる。

## KHLの成績
GP：試合数、W：60分での勝利回数、WO:延長での勝利回数、WS:シュートアウトでの勝利回数、LS:シュートアウトでの敗戦回数、LO:延長戦での敗戦回数、L:60分間での敗戦回数、Pts:勝ち点、Goals:得点と失点、Result:定期試合の順位
| シーズン | GP  | W   | WO | WS | LS | LO | L  | Pts | Goals   | Result | プレーオフ                                    |
| -------- | --- | --- | -- | -- | -- | -- | -- | --- | ------- | ------ | --------------------------------------------- |
| 2008/09  | 56  | 32  | 2  | 2  | 4  | 3  | 13 | 111 | 175-111 | 3      | ファイナル敗戦: 3-4 (アクバルス)              |
| 2009/10  | 56  | 26  | 3  | 2  | 4  | 4  | 17 | 96  | 163-132 | 7      | セミファイナル敗退: 3-4 (HC MVD)              |
| 2010/11  | 54  | 33  | 1  | 1  | 4  | 1  | 13 | 108 | 202-143 | 2      | セミファイナル敗退: 2-4 (アトラント)          |
| 2011/12  | -   | -   | -  | -  | -  | -  | -  | -   | -       | -      | 不参加                                        |
| 2012/13  | 52  | 24  | 2  | 8  | 0  | 0  | 18 | 92  | 131-121 | 8      | ｸｵｰﾀｰﾌｧｲﾅﾙ敗退: 2-4 (セーヴェルスタル)        |
| 2013/14  | 54  | 23  | 2  | 3  | 4  | 1  | 21 | 84  | 109-103 | 15     | セミファイナル敗退: 1-4 (レフ・プラハ)        |
| 2014/15  | 60  | 24  | 4  | 4  | 7  | 2  | 19 | 97  | 155-143 | 10     | ｸｵｰﾀｰﾌｧｲﾅﾙ敗退: 2-4 (HCディナモ・モスクワ)    |
| 2015/16  | 60  | 37  | 2  | 4  | 2  | 0  | 15 | 125 | 155-94  | 2      | ｸｵｰﾀｰﾌｧｲﾅﾙ敗退: 1-4 (SKAサンクトペテルブルク) |
| 合計     | 272 | 138 | 10 | 16 | 16 | 9  | 83 | 491 | 780-610 |        |                                               |